# Melanopolia freundei
Melanopolia freundei är en skalbaggsart som beskrevs av Dillon 1959. Melanopolia freundei ingår i släktet Melanopolia och familjen långhorningar.
Artens utbredningsområde är Nigeria. Inga underarter finns listade i Catalogue of Life.